# Bubiki
Bubiki è una circoscrizione rurale (rural ward) della Tanzania situata nel distretto di Kishapu, regione di Shinyanga. Conta una popolazione di 20 038 abitanti (censimento 2012).